# Хербст, Эдвард
Эдвард Аугуст Мавриций Хербст (пол. Edward August Maurycy Herbst; 21 октября 1844 года, Радом ― 6 июня 1921 года, Сопот) ― польский предприниматель, деятель текстильной промышленности в Лодзи.

## Биография
По происхождению немец. Родился в семье Эдварда и Людвиги Фондерхайденов. Отец по профессии был купцом, переехал в Царство Польское из Саксонии. Окончил Варшавское ремесленное училище. В 1869 году начал работать на текстильной фабрике Карла Шейблера в Лодзи. В 1874 году, после нескольких лет чрезвычайно успешной профессиональной карьеры, он стал управляющим директором предприятия Шейблера, а после женитьбы на старшей дочери промышленника ― Матильде (1854―1939), сам стал совладельцем фабрики.
В качестве приданого получил от невесты роскошную свадебную виллу, спроектированную архитектором Хилари Маевским. Здание располагается к востоку от фабрики в Лодзи и было построено в 1876 году; здание является образчиком архитектуры неоренессанса и ныне в нём располагается краеведческий музей.

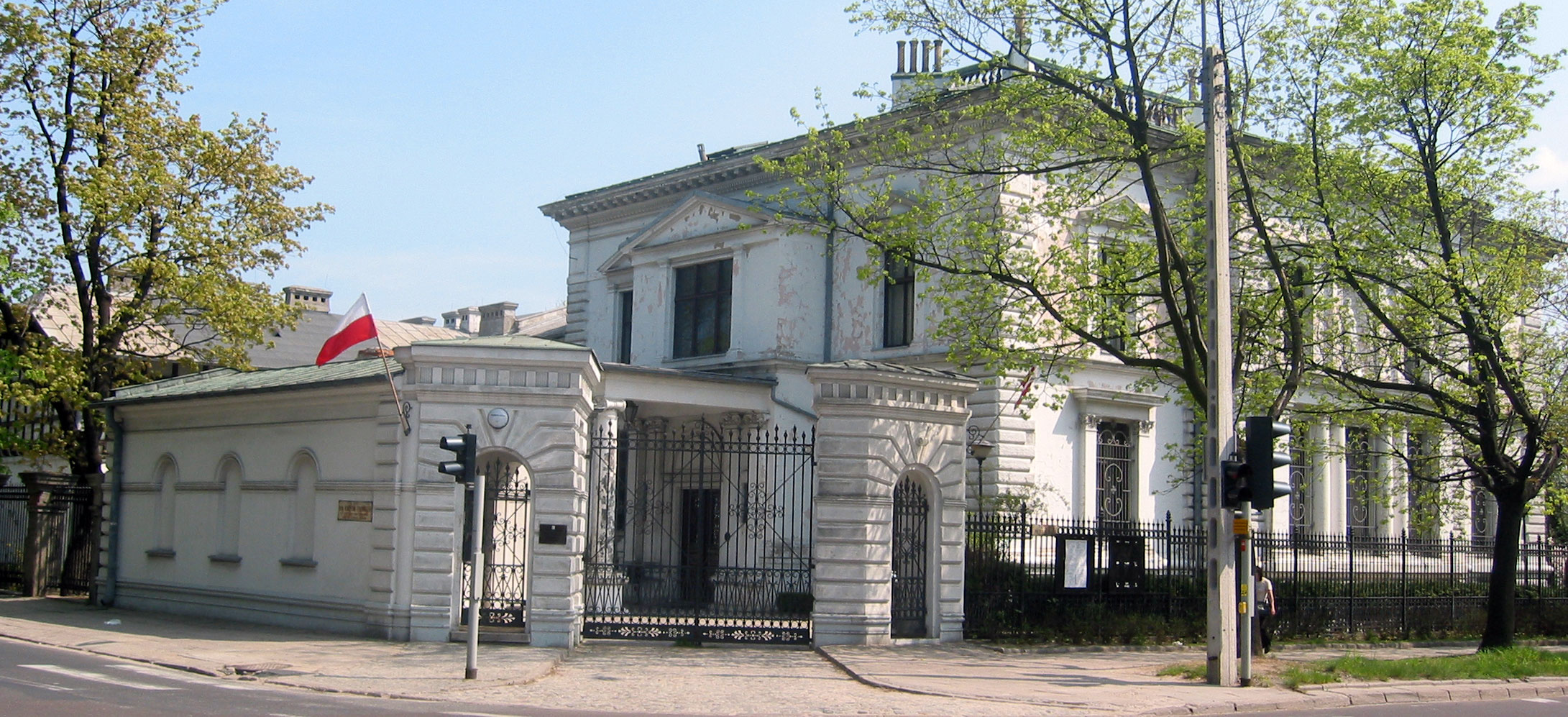
Дворец Хербста в Лодзи

После смерти Кароля Шейблера в 1881 году Эдвард Хербст вместе с наследниками Шейблера: его сыновьями Каролем и Адольфом, а также его зятем Георгом фон Крамстом, учредил акционерное общество, генеральным директором которого был назначен Хербст.
Эдвард Хербст был покровителем газеты «Дзенник Лодзки» ― ныне одного из старейших периодических изданий Польши. В 1885 году он приобрёл для нужд газеты типографию. Также в течение многих лет Хербст занимал пост президент купеческого банка в Лодзи. После смерти дочери Анны Марии Хербст поддержал инициативу доктора Кароля Йоншера о строительстве первой педиатрической больницы в Польше: сам предприниматель предложил земельный участок и деньги для строительства. Больница Анны Марии была построена в 1902―1905 годах.
Небольшой дом для отдыха, купленный в Сопоте, был расширен по заказу Хербста в 1896 году и стал его резиденцией; сейчас здание является одним из наиболее важных памятников архитектуры в городе. В этой вилле он всё чаще и чаще останавливался вплоть до Первой мировой войны. Наконец, в 1919 году он окончательно переехал туда с женой.
В Сопоте Хербст также был хорошо известен как благотворитель. Например, он профинансировал приобретение трёх больших колоколов для церкви Церкви Успения Пресвятой Девы Марии на значительную по тем временам сумму в 7,500 марок. Он же принял живое участие в строительстве отеля «Вермингхофф».
«За рвение, проявленное при строительстве» Собора Святого Александра Невского в Лодзи Эдвард Хербст в октябре 1884 года был награждён орденом Святого Станислава II степени. В октябре 1888 года он был удостоен ордена Святой Анны II степени. Наконец, 18 ноября 1895 года по указу министра финансов он был награжден орденом Святого Владимира III степени.
Скончался 6 июня 1921 года на своей вилле в Сопоте. Был похоронен на городском кладбище. Сын Хербста, Леон, был последним владельцем виллы Хербстов в Лодзи.